# Горщизна
Горщизна (пол. Gorszczyzna) — село в Польщі, у гміні Корицин Сокульського повіту Підляського воєводства.
Населення — 47 осіб (2011).
У 1975-1998 роках село належало до Білостоцького воєводства.

## Демографія
Демографічна структура станом на 31 березня 2011 року:
|          | Загалом | Допрацездатний вік | Працездатний вік | Постпрацездатний вік |
| -------- | ------- | ------------------ | ---------------- | -------------------- |
| Чоловіки | 24      | 5                  | 16               | 3                    |
| Жінки    | 23      | 7                  | 11               | 5                    |
| Разом    | 47      | 12                 | 27               | 8                    |